# 7198 Montelupo
7198 Montelupo este un asteroid din centura principală de asteroizi.

## Descriere
7198 Montelupo este un asteroid din centura principală de asteroizi. A fost descoperit pe 16 ianuarie 1994 la Cima Ekar de Andrea Boattini și Maura Tombelli. Asteroidul prezintă o orbită caracterizată de o semiaxă mare de 2,60 ua, o excentricitate de 0,19 și o înclinație de 13,6° în raport cu ecliptica.